# Nuoto ai XVIII Giochi del Mediterraneo - 200 metri farfalla maschili
La gara dei 200 metri farfalla maschili dei XVIII Giochi del Mediterraneo si è svolta il 25 giugno 2018. Al mattino si sono svolte le batterie, mentre la finale si è disputata nel pomeriggio.

## Podio
| Pos. | Atleta               | Nazione |
| ---- | -------------------- | ------- |
|      | Velimir Stjepanović  | Serbia  |
|      | Filippo Berlincioni  | Italia  |
|      | Stefanos Dimitriadis | Grecia  |
|      | Andreas Vazaios      | Grecia  |

## Record
Prima della manifestazione il record del mondo (RM) e il record dei Giochi del Mediterraneo (RG) erano i seguenti.
|  | 1'51"51 | Michael Phelps      | 29 luglio 2009 Roma   |
|  | 1'56"19 | Velimir Stjepanović | 25 giugno 2013 Mersin |

Durante la competizione non sono stati migliorati record.

## Risultati

### Batterie
| Pos. | Batteria | Corsia | Atleta               | Nazionalità | Tempo   | Note |
| ---- | -------- | ------ | -------------------- | ----------- | ------- | ---- |
| 1    | 2        | 5      | Filippo Berlincioni  | Italia      | 1'58"75 | Q    |
| 2    | 3        | 4      | Velimir Stjepanović  | Serbia      | 1'59"43 | Q    |
| 3    | 2        | 3      | Francisco Chacón     | Spagna      | 1'59"48 | Q    |
| 4    | 3        | 3      | Christian Ferraro    | Italia      | 1'59"88 | Q    |
| 5    | 2        | 4      | Stefanos Dimitriadis | Grecia      | 2'00"02 | Q    |
| 6    | 1        | 3      | Andreas Vazaios      | Grecia      | 2'00"04 | Q    |
| 7    | 1        | 4      | Jordan Coelho        | Francia     | 2'00"50 | Q    |
| 8    | 1        | 5      | Joan Lluís Pons      | Spagna      | 2'01"82 | Q    |
| 9    | 3        | 5      | Samet Alkan          | Turchia     | 2'02"34 |      |
| 10   | 2        | 7      | Said Saber           | Marocco     | 2'04"44 |      |
| 11   | 2        | 2      | Ahmed Hussein        | Egitto      | 2'05"37 |      |
| 12   | 3        | 2      | Mohamed Masmoudi     | Tunisia     | 2'05"78 |      |
| 13   | 2        | 6      | Mohamed Abdelbaky    | Egitto      | 2'05"98 |      |
| 14   | 1        | 6      | Aleksa Bobar         | Serbia      | 2'06"12 |      |
| 15   | 3        | 7      | Ramzi Chouchar       | Algeria     | 2'07"97 |      |
| 16   | 1        | 2      | Erge Can Gezmiş      | Turchia     | 2'11"48 |      |

### Finale
| Pos. | Corsia | Atleta               | Nazionalità | Tempo   | Note |
| ---- | ------ | -------------------- | ----------- | ------- | ---- |
|      | 5      | Velimir Stjepanović  | Serbia      | 1'56"93 |      |
|      | 4      | Filippo Berlincioni  | Italia      | 1'58"01 |      |
|      | 2      | Stefanos Dimitriadis | Grecia      | 1'58"16 |      |
|      | 7      | Andreas Vazaios      | Grecia      | 1'58"16 |      |
| 5    | 6      | Christian Ferraro    | Italia      | 1'58"38 |      |
| 6    | 1      | Jordan Coelho        | Francia     | 1'58"82 |      |
| 7    | 3      | Francisco Chacón     | Spagna      | 1'59"04 |      |
| 8    | 8      | Joan Lluís Pons      | Spagna      | 2'02"02 |      |